# Subprefecturen van Japan
Sommige Japanse prefecturen worden verder onderverdeeld. De onderverdelingen worden shichō (支庁) in het Japans genoemd. Dit woord kan vertaald worden als "subprefectuur" of "onderprefectuur". Doorgaans bestaat een subprefectuur uit enkele tot meerdere steden, gemeenten en dorpen. Subprefecturen werden voornamelijk opgericht in geografisch afgelegen gebieden om betere prefecturale diensten te verlenen aan de burger. De subprefectuur wordt niet vermeld in het Japanse adressysteem.
Aangezien de subprefecturen slechts secretariaten zijn van de prefecturen, is hun werking eerder onbekend voor het algemene publiek. Enkel in Hokkaido en in de prefectuur Tokio zijn ze omwille van historische redenen beter bekend.
Alle prefecturen hebben het recht om subprefecturen op te richten.

## Geschiedenis
De meeste subprefecturen (shicho) zijn ontstaan uit de eilandsecretariaten (tocho) die opgericht werden rond 1900. In 1909 werden er 8 tocho opgericht : Ogasawara (Tokio), Hachijo (Tokio), Oshima (Tokio), Tsushima (Nagasaki), Oki (Shimane), Oshima (Kagoshima), Miyako (Okinawa) en Yaeyama (Okinawa).
In 1926 werden alle tocho omgevormd tot shicho.

### Sakhalin
In 1907 richtte Japan de prefectuur Karafuto op om het eiland Sachalin te besturen. Karafuto was onderverdeeld in 4 subprefecturen: Toyohara (het huidige Joezjno-Sachalinsk), Maoka (het huidige Cholmsk), Esutoru (het huidige Oeglegorsk) en Shikuka (het huidige Makarov).

### De eilanden van de zuidelijke Grote Oceaan
Een aantal eilanden die Japan verworven had onder het Verdrag van Versailles werden ondergebracht in de prefectuur van de Zuidwestelijke Grote Oceaan (南洋庁, Nan'yōchō). Deze bestond tussen 1922 en 1945. Deze prefectuur was onderverdeeld in zes subprefecturen. De subprefecturen bevonden zich op de eilanden Saipan, Yap, Palau, Truk, Pohnpei en Jaluit. In november 1943 werden de zes subprefecturen samengevoegd in een "oostelijke," een "westelijke" en een "noordelijke " subprefectuur. Deze bleven bestaan tot aan het einde van de oorlog en de daaropvolgende overgave van Japan.

### Honshu
- De prefectuur Chiba was tot 2003 onderverdeeld in vijf subprefecturen. In dat jaar werden de subprefecturen herdoopt tot “Centra voor de burger” (県民センター, kenmin-senta).
- De prefectuur Hyogo was in tien subprefecturen onderverdeeld. Deze tien subprefecturen komen in grote lijnen overeen met het grondgebied van de huidige steden en districten: Kobe, Takarazuka, Amagasaki, Tamba, Toyooka, District Kato, Kakogawa, Himeji, District Ako en Sumoto. Deze subprefecturen werden herdoopt tot “Bureaus voor de burger” (県民局, kenmin-kyoku).

### Kyushu
- Tot 2004 had de prefectuur Nagasaki 3 subprefecturen (支庁, shichō). Deze bevonden zich op het eiland Iki, Tsushima en op de Goto-eilanden. Ze werden vervangen door de gelijknamige regionale bureaus (地方局, chihō kyoku).

## Huidige subprefecturen
De volgende prefecturen zijn onderverdeeld in subprefecturen :
- Er zijn 14 subprefecturen in Hokkaido.
  - Abashiri
  - Hidaka
  - Hiyama
  - Iburi
  - Ishikari
  - Kamikawa
  - Kushiro
  - Nemuro
  - Oshima
  - Rumoi
  - Shiribeshi
  - Sorachi
  - Soya
  - Tokachi
- Er zijn 4 subprefecturen in de prefectuur Tokio.
  - Subprefectuur Hachijo
  - Subprefectuur Miyake
  - Subprefectuur Ogasawara
  - Subprefectuur Oshima
- Er zijn 4 subprefecturen in de prefectuur Yamagata.
  - Subprefectuur Murayama
  - Subprefectuur Mogami
  - Subprefectuur Okitama
  - Subprefectuur Shōnai
- Er zijn 2 subprefecturen in de prefectuur Okinawa.
  - Subprefectuur Miyako
  - Subprefectuur Yaeyama
- Er zijn 2 subprefecturen in de prefectuur Kagoshima.
  - Subprefectuur Kumage
  - Subprefectuur Oshima
- Er is 1 subprefectuur in de prefectuur Miyazaki.
  - Subprefectuur Nishiusuki
- Er is 1 subprefectuur in de prefectuur Shimane.
  - Subprefectuur Oki